# Héctor Racines
Héctor Racines Guevara (Quito, Ecuador, marzo de 1932-Ibidem, 28 de febrero de 2020), más conocido como Don Chicho, fue un veterinario, periodista y cronista taurino ecuatoriano.

## Primeros años
Nació en Quito, Ecuador, en marzo de 1932, en un hogar tradicional. Desde los tres años de edad veía a los toros en los encierros que pasaban de madrugada por su casa en el centro de Quito, hacia la plaza Arenas. Su profesión fue de veterinario y desde muy joven ganó prestigio por su narrativa y análisis de la tauromaquia.

## Carrera
Su carrera como cronista taurino comenzó en 1956, siendo considerado como uno de los cronistas más experimentados por su forma rigurosa de abordar la tauromaquia al momento de escribir. Llegó a ser conocido bajo el seudónimo de Don Chico a nivel nacional e internacional, donde dejó plasmado su trabajo en los medios de Ecuador, y como corresponsal en México, Venezuela y España. Comentó en Radiodifusora Tarqui y en otras emisoras. También fue corresponsal de Efe en Quito por un tiempo.
Narró el famoso "salto de la rana" del torero Manuel Benítez «El Cordobés» en la plaza de toros Quito en la década de los años setenta, lo que dejó sentado una imagen imborrable del toreo tremendista. También relató las corridas de toro de Paco Camino en el albero de la Monumental, la época dorada del ecuatoriano Armando Conde, la actuación del guayaquileño Guillermo Albán, de José Tomás y de Julián López «El Juli».
En 2006 recibió un homenaje por sus cincuenta años de periodismo taurino, por parte de la Unión Nacional de Periodistas (UNP) de Ecuador, en el teatro Gonzalo Bonilla.

## Muerte
Falleció el 28 de febrero de 2020 en su hogar, en Quito, a los 88 años de edad.